# Erioptera quadricincta
Erioptera quadricincta är en tvåvingeart som beskrevs av Alexander 1927. Erioptera quadricincta ingår i släktet Erioptera och familjen småharkrankar. Inga underarter finns listade i Catalogue of Life.